# Adrien Linden
Adrien Linden est un écrivain pour enfant, et vulgarisateur français pour enfant qui a vécu au XIXe siècle et au début du XXe.